# Скаршинети (Терамо)
Скаршинети (итал. Scarscinetti) је насеље у Италији у округу Терамо, региону Абруцо.
Према процени из 2011. у насељу је живело 20 становника. Насеље се налази на надморској висини од 495 м.